# Самосет (Флорида)
Самосет (англ. Samoset) — переписна місцевість (CDP) в США, в окрузі Манаті штату Флорида. Населення — 4146 осіб (2020).

## Географія
Самосет розташований за координатами 27°28′35″ пн. ш. 82°32′34″ зх. д. / 27.47639° пн. ш. 82.54278° зх. д. (27.476446, -82.542875).  За даними Бюро перепису населення США в 2010 році переписна місцевість мала площу 3,86 км², уся площа — суходіл.

### Клімат
| Клімат : Самосет      | Клімат : Самосет | Клімат : Самосет | Клімат : Самосет | Клімат : Самосет | Клімат : Самосет | Клімат : Самосет | Клімат : Самосет | Клімат : Самосет | Клімат : Самосет | Клімат : Самосет | Клімат : Самосет | Клімат : Самосет | Клімат : Самосет |
| Показник              | Січ.             | Лют.             | Бер.             | Квіт.            | Трав.            | Черв.            | Лип.             | Серп.            | Вер.             | Жовт.            | Лист.            | Груд.            | Рік              |
| Середній максимум, °C | 22,2             | 23,3             | 25,0             | 27,8             | 30,6             | 32,2             | 32,8             | 32,8             | 32,2             | 29,4             | 26,7             | 23,3             | 28,3             |
| Середній мінімум, °C  | 10,0             | 10,6             | 13,3             | 15,6             | 18,9             | 21,7             | 22,8             | 22,8             | 22,2             | 18,3             | 14,4             | 11,1             | 16,7             |
| Норма опадів, мм      | 71               | 64               | 86               | 46               | 71               | 203              | 224              | 244              | 188              | 71               | 51               | 58               | 1374             |
| --------------------- | ---------------- | ---------------- | ---------------- | ---------------- | ---------------- | ---------------- | ---------------- | ---------------- | ---------------- | ---------------- | ---------------- | ---------------- | ---------------- |
| Джерело: Weatherbase  |                  |                  |                  |                  |                  |                  |                  |                  |                  |                  |                  |                  |                  |

## Демографія
Згідно з переписом 2010 року, у переписній місцевості мешкали 3854 особи в 1179 домогосподарствах у складі 876 родин. Густота населення становила 998 осіб/км².  Було 1317 помешкань (341/км²).
Расовий склад населення:
| - 54,6 % — білих - 27,7 % — чорних або афроамериканців - 0,8 % — азіатів - 0,4 % — вихідців з тихоокеанських островів - 0,4 % — корінних американців - 13,1 % — осіб інших рас |

До двох чи більше рас належало 3,0 %. Частка іспаномовних становила 34,6 % від усіх жителів.
За віковим діапазоном населення розподілялося таким чином: 30,7 % — особи молодші 18 років, 60,3 % — особи у віці 18—64 років, 9,0 % — особи у віці 65 років та старші. Медіана віку мешканця становила 31,0 року. На 100 осіб жіночої статі у переписній місцевості припадало 96,5 чоловіків;  на 100 жінок у віці від 18 років та старших — 93,8 чоловіків також старших 18 років.
Середній дохід на одне домашнє господарство  становив 41 770 доларів США (медіана — 35 000), а середній дохід на одну сім'ю — 40 714 долари (медіана — 40 977). За межею бідності перебувало 24,2 % осіб, у тому числі 27,3 % дітей у віці до 18 років та 4,9 % осіб у віці 65 років та старших.
Цивільне працевлаштоване населення становило 1725 осіб. Основні галузі зайнятості: мистецтво, розваги та відпочинок — 22,5 %, освіта, охорона здоров'я та соціальна допомога — 22,3 %, науковці, спеціалісти, менеджери — 20,7 %.